# Suíça nos Jogos Olímpicos de Verão de 1984
A Suíça competiu nos Jogos Olímpicos de Verão de 1984, realizados em Los Angeles, Estados Unidos.